# Hoplitosaurus marshi
L'oplitosauro (Hoplitosaurus marshi) è un dinosauro erbivoro appartenente agli anchilosauri, o dinosauri corazzati. Visse nel Cretaceo inferiore (Barremiano, circa 120 milioni di anni fa) e i suoi resti fossili sono stati ritrovati in Nordamerica (Dakota del Sud). È stato in passato confuso con un altro dinosauro corazzato, Polacanthus.

## Descrizione
Questo dinosauro è conosciuto grazie ad alcuni fossili parziali e danneggiati, che includono costole, vertebre caudali, parte di uno scapolarcoracoide destro, frammenti degli omeri, un femore sinistro e numerosi pezzi di armatura (incluse alte spine). Secondo la ricostruzione più recente (Blows, 2001), Hoplitosaurus doveva essere un animale lungo circa 4-5 metri, alto più o meno 1,2 metri e dotato di una corazza costituita da vari elementi: nella regione del petto erano presenti lunghe spine che sporgevano verso l'esterno, mentre erano presenti spine più corte nella regione del dorso e piatte spine di forma pressoché triangolare al di sopra del bacino. La coda, invece, era dotata di piastre alte e asimmetriche, dalla base cava. Una gran quantità di ossicoli dermici di varie dimensioni, invece, ricoprivano l'intero dorso, i fianchi e la coda dell'animale.

## Classificazione
I fossili di questo dinosauro sono stati scoperti dal geologo Nelson Horatio Darton nel 1898 nei pressi della Buffalo Gap Station, in South Dakota. Fu poi Frederic Augustus Lucas a descrivere i resti, nel 1901, e ad attribuirli a una nuova specie del dinosauro a piastre Stegosaurus. Lo stesso Lucas, l'anno seguente, riconobbe le notevoli differenze con il genere Stegosaurus e propose un nuovo genere per questo animale, che battezzò Hoplitosaurus. Charles Whitney Gilmore, nel 1914, descrisse a fondo i fossili, provvedendo a classificarlo tra gli anchilosauri. Successivamente alcuni autori hanno considerato Hoplitosaurus un sinonimo di Polacanthus, un altro dinosauro corazzato proveniente dal Cretaceo inferiore dell'Inghilterra; ulteriori studi, tuttavia, hanno dimostrato che le presunte rassomiglianze tra la forma americana e quella europea erano piuttosto diffuse tra molti dinosauri corazzati.
Attualmente Hoplitosaurus è considerato un genere a sé stante, benché poco conosciuto e forse molto simile a Polacanthus: questi due animali, insieme ad altri dinosauri corazzati come Gastonia e Gargoyleosaurus, fanno parte di un gruppo noto come polacantidi, particolarmente diffuso nel Cretaceo inferiore. Tra le caratteristiche dell'anchilosauro nordamericano, da ricordare il femore dalla forma insolita.

## Significato del nome
Il nome Hoplitosaurus deriva dalle parole greche hoplites ("soldato che porta un'armatura") e sauros ("lucertola"), ad indicare un rettile pesantemente corazzato. L'epiteto specifico, marshi, onora Othniel Charles Marsh, un paleontologo dell'Ottocento che descrisse Stegosaurus, il dinosauro a cui venne inizialmente attribuito il fossile di Hoplitosaurus.